# بازداشت فعالان سیاسی پس از انتخابات ریاست‌جمهوری دهم
پس از انتخابات ریاست جمهوری دهم در ۲۲ خرداد ۱۳۸۸ بزرگترین موج بازداشت فعالان سیاسی در دو دهه اخیر در ایران اتفاق افتاد. بازداشت‌شدگان شامل سران احزاب اصلاح‌طلب منتقد دولت و انتخابات ریاست جمهوری دهم، روزنامه‌نگاران منتقد، فعالان دانشجویی و طرفداران میرحسین موسوی و مهدی کروبی کاندیداهای اصلاح‌طلب می‌شوند.

## تعداد بازداشت شدگان
پایگاه خبری نیروی انتظامی نیز در خبری که در تاریخ اول تیر هشتاد و هشت منتشر کرد به دستگیری ۴۵۷ نفر که در درگیری‌های خیابانی نقش داشتند اشاره کرد. متن خبر به شرح زیر است:

در پی نادیده گرفتن هشدارهای ارائه شده از سوی مسئولان کشوری و فرماندهان نیروی انتظامی، روز گذشته (شنبه) ۴۵۷ نفر از کسانی که اقدام به ایجاد ناامنی، درگیری مستقیم با پلیس و برهم زدن نظم عمومی‌کرده بودند، شناسایی و دستگیر شدند.

خبرگزاری ایلنا در گفتگو با سردار اسماعیل احمدی مقدم در حاشیه نشست تخصصی رؤسای پلیس راهنمایی و رانندگی ناجا به تاریخ ۱۰ تیر ۱۳۸۸ تعداد بازداشت شدگان را ۱۰۳۲ نفر اعلام کرد. متن خبر به شرح زیر است:

تعداد یک هزار و ۳۲ نفر از اغتشاشگران توسط پلیس در اغتشاشات اخیر بازداشت شده‌اند که پس از تشکیل پرونده و تحویل به دادسرا بسیاری از آن‌ها آزاد شده‌اند… بسیاری از افراد دیگری نیز که جرایم خفیف‌تری را مرتکب شده‌اند در روزهای آینده آزاد خواهند شد ولی افرادی که جرایم سنگین‌تری دارند در بازداشت به سر خواهند برد.

در استان‌های مختلف کشور نیز موج بازداشت‌ها ادامه داشت از جمله در استان مازندران. دادستان ساری در خبری که در تاریخ ۱۳ تیر ۱۳۸۸ در روزنامه اعتماد به چاپ رسید تعداد بازداشت‌های اولیه را ۲۰۰ نفر اعلام داشت که از این تعداد ۳۵ نفر تا لحظه چاپ این خبر هنوز در بازداشت به سر می‌بردند.
در تاریخ ۲۰ مردادماه، سخنگوی قوه قضاییه اعلام کرد که: در حوادث مربوط به ناآرامی‌های پس از انتخابات تعداد۴۰۰۰ نفر بازداشت شده بودند که اکنون ۳۷۰۰ نفر از آنان آزاد گشته‌اند.

## نشر اخبار دروغین برای بازداشت شدگان
نشر اخبار دروغین در زندان بوسیلهٔ چاپ روزنامه‌های جعلی اصلاح طلب، یکی از ابزار زیر فشار قرار دادن بازداشت شدگان بوده‌است. حمزه غالبی نیز پس از ۶۴ روز بازداشت، در دیدار با میرحسین موسوی در تأیید این موضوع به شرح فضای غیرواقعی خبری در بند ۲-الف زندان اوین که برای وی ایجاد کرده بودند پرداخت.

## گفته‌های شخصیت‌های مختلف در مورد بازداشت‌های صورت گرفته
سید احمد خاتمی، امام جمعه موقت تهران، در خطبه‌های نماز جمعه تهران به تاریخ ۵ تیر ۱۳۸۸ در مورد ناآرامی‌های کشور گفت:
... حساب تظاهرات غیرقانونی، یک حساب است که نباید بشود، تظاهرات غیرقانونی هم خلاف قانون است و هم چون آقا نهی کرده‌اند، خلاف شرع است، من به آن کاری ندارم، اما اغتشاشات، تخریب‌ها، آتش زدن مساجد، آتش زدن اتوبوس‌ها، تخریب امکانات مردم، ایجاد ناامنی و وحشت و اذیت و آزار مردم از دیدگاه فقه ما دو عنوان دارد. یکی عنوان بغی، یعنی هر کسی خروج کند علیه نظام اسلامی اسمش بغی است - این فرمایش شیخ طوسی است- امام و رهبر جامعه اسلامی می‌تواند تا نابودی کامل با او بجنگد. عنوان دوم عنوان محاربه‌است. مرحوم محقق می‌گوید هرکس مسلحانه به جنگ با مردم بیاید، چه با سلاح گرم و چه با سلاح سرد، محارب است و اسلام اشد مجازات را برای محاربین پیشنهاد کرده‌است… بر این اساس من از قوه قضاییه در هفته قوه قضاییه می‌خواهم با سران اغتشاش که سر در آخور آمریکا و اسراییل دارند، قاطعانه و بی‌رحمانه برخورد کند تا مایه عبرت برای همگان باشد.

پایگاه خبری فراکسیون خط امام مجلس شورای اسلامی (پارلمان‌نیوز) در تاریخ شنبه ۶ تیر ۱۳۸۸ با اشاره به گفته‌های یکی از اعضای فراکسیون خط امام گفت:

«پخش اعترافات از بازداشت شدگان ستاد آقای موسوی نه تنها نتیجه مورد نظر را برای دولت به همراه ندارد، بلکه به دلیل آنکه مردم تصور می‌کنند این اعترافات تحت فشار انجام گرفته آن را باور نکرده و به ضرر نظام خواهد بود.»

همین پایگاه خبری در تاریخ ۷ تیر ۱۳۸۸از قول سخنگوی فراکسیون خط امام از تمامی خانواده‌های بازداشت‌شدگان و آسیب دیدگان از حوادث اخیر خواست تا شکایات خود را برای پیگیری حقوقی و قانونی به این فراکسیون تحویل دهند.
خبرگزاری ایسنا به نقل از سخنگوی قوه قضاییه از صدور دستور هاشمی شاهرودی به منظور تشکیل هیئت ویژه برای تعیین تکلیف بازداشت شدگان اخیر خبر داد.
این خبرگزاری به سخنان روز دوشنبه هشتم تیر ماه هشتاد و هشت علیرضا جمشیدی اشاره می‌کند و می‌نویسد:
«پیرو فرمایشات یکشنبه مقام معظم رهبری در جمع رئیس و مسوولان عالی قضایی در جلسه دیروز مسوولان عالی قضایی ابتدا از فرمایشات و رهنمودهای معظم‌له تقدیر و تشکر به عمل آمد و در خصوص وقایع اخیر، ریاست محترم قوه قضاییه هیاتی مرکب از حجج اسلام آقایان دری نجف آبادی دادستان کل کشور، رییسی معاون اول قوه قضاییه و پورمحمدی رئیس سازمان بازرسی کل کشور را تعیین کرد تا با هماهنگی رئیس کل دادگستری استان و دادستان عمومی و انقلاب تهران جهت تسریع و رسیدگی در تعیین تکلیف بازداشت شدگان اخیر و رعایت حقوق شهروندی آنان اقدام و گزارشی از چگونگی جریان امور به‌طور مستمر به رئیس قوه قضائیه اعلام کنند.»

علاءالدین بروجردی رئیس کمیسیون امنیت ملی مجلس در گفتگویی که در تاریخ ۹ تیر ۱۳۸۸ در سایت فردا آن را بازگو کرده می‌گوید:

بعید می‌دانم به صرف فعالیت در ستادهای انتخاباتی، افرادی را بازداشت کرده باشند. تا آنجا که من می‌دانم هیچ بازداشتی بدون اتهام امنیتی نبوده‌است… تا زمانی که شرایط کشور ویژه‌است باید انتظار بازداشت‌ها را داشته باشیم، اما امیدوارم هر چه زودتر تمام شود.
فاطمه آجرلو، نماینده مردم کرج در مجلس شورای اسلامی، در گفتگو با خبرنگار سیاسی باشگاه خبری فارس در این باره اظهار داشت:

سران پشت پرده مغز متفکر این اغتشاشات بودند و اگر این دستگیری‌ها صورت نمی‌گرفت، فضا مدیریت نمی‌شد و تأمین امنیت صورت نمی‌گرفت… در اغتشاشات اخیر سران پشت پرده‌ای وجود داشت و انکار آن امری بسیار ساده‌لوحانه‌است و این اتفاقات ربطی به انتخابات نداشت بلکه بحث براندازی نظام بود و در این راستا پروژه تقلب در انتخابات را از قبل طراحی کرده بودند.

مهدی کوچک زاده از نمایندگان حامی محمود احمدی‌نژاد در گفتگویی که با خبرگزاری فارس انجام داد از قوه قضاییه خواست: «با در نظر گرفتن احکام شرعی و بدون هیچ گونه دلسوزی به وظایف خود عمل کند. به نظر می‌رسد برخی از افراد دستگیر شده در اغتشاشات اخیر حکم محارب و مفسد فی الارض را دارند»

## فائزه هاشمی
فائزه هاشمی نیز در شامگاه سی ام خرداد هشتاد و هشت به تنی چند از اعضای خانواده هاشمی رفسنجانی بازداشت (دختر فائزه هاشمی، همسر حسین مرعشی، دختر مرعشی و خواهر زن وی) شدند. به گفته خبرگزاری فارس که این خبر را تاریخ ۳۱ خرداد ۱۳۸۸ منتشر کرد «این ۵ نفر روز گذشته در تجمعات غیرقانونی خیابان آزادی در حال تحریک و تشویق اغتشاشگران بودند» با این حال همین خبرگزاری در خبری متناقض که فردای آن روز منتشر کرد دلیل بازداشت وی را حفاظت از آن‌ها در برابر آسیب‌های احتمالی عنوان کرد.
متن خبر به شرح زیر است:

به گزارش خبرنگار سیاسی فارس، با توجه به رسانه‌ای شدن حضور فائزه هاشمی و سایر بستگان هاشمی رفسنجانی در تجمع غیرقانونی روز شنبه خیابان آزادی، نیروهای امنیتی با هدف حفاظت آنان از آسیب احتمالی عناصر آشوبگر و گروهکی، این افراد را بازداشت و از محل حادثه دور کرده بودند.
این گزارش می‌افزاید: چهار عضو دیگر خانواده هاشمی، قبل از فائزه آزاد شده بودند.

فائزه هاشمی و چهار نفر از همراهان او دو ساعت بعد از بازداشت آزاد شدند.

## اعدام
در مشهد شایع شده بود که ۶ نفر از حامیان «میرحسین موسوی» به دنبال تأیید نتیجه انتخابات توسط شورای نگهبان به دار آویخته شده‌اند. خبرگزاری ایلنا در گفتگویی که با سید حسن شریعتی رئیس دادگستری مشهد این خبر را تکذیب کرد و اظهار داشت: «در وقایع اخیر بعد از انتخابات در مشهد مقدس کسی دستگیر یا اعدام نشده‌است… اگر منبع این شایعه و خبر کذب را بتوانیم به‌دست بیاوریم، رسماً علیه او تشکیل پرونده خواهیم کرد.»
محمدرضا حبیبی دادستان اصفهان نیز با صدور اطلاعیه‌ای با اشاره به دستگیری ۲۰۰ نفر در ناآرامی‌های شهر اصفهان گفت:
به معدود عوامل بیگانه که سعی در برهم زدن امنیت داخلی از طریق تحریک افراد به تخریب و تحریق دارند، هشدار می‌دهیم قانون مجازات اسلامی برای این‌گونه افراد به عنوان محارب مجازات سنگین اعدام را مقرر داشته‌است لذا قبل از اینکه به قهر و غضب قانون گرفتار شوند به آغوش ملت بازگشته و از اقدامات و فعالیت‌های مجرمانه دست بردارند.
خبرگزاری ایسنا نیز به نقل از عصمت‌الله جابری دادیار اجرای احکام دادسرای امور جنایی تهران گزارش داد «شش محکوم به قصاص که چند تن از آن‌ها اقدام به همسرکشی کرده بودند، بامداد امروز (دهم تیر هشتاد و هشت تاریخ انتشار خبر) مجازات شدند.» این اعدام‌ها در محوطه داخلی زندان اوین اتفاق افتاد و هویت افراد اعدامی نیز اعلام نشد هرچند گفته شده که این اعدام‌ها ارتباطی با ناآرامی‌های اخیر نداشته‌است.